# 朴誠球
朴 誠球（パク・ソング、Park Sung koo、1983年7月22日 - ）は、韓国出身のラグビー選手。

## プロフィール
- ポジションはプロップ、フッカー。
- 身長 180 cm、体重 100 kg
- 韓国代表に選ばれており、2009年には主将を務めた。

## 経歴
ソウル大学師範大学校附属高校、延世大学校教育科学学部体育教育学科卒。大学卒業後大韓民国国軍体育部隊（尚武）でプレーし、ヤマハ発動機ジュビロに2008年入団した。その後2シーズンプレーしチームがプロ選手契約を廃止したため、退団を選んだ。2010年より 3シーズンNECグリーンロケッツで、2013年から2シーズンクボタスピアーズでプレーした。